# Malcolm Hobson
Malcolm "Mac" Hobson (Newcastle upon Tyne, 7 juni 1931 - Douglas, 5 juni 1978) was een Brits motorcoureur. 
Mac Hobson begon zijn carrière als solocoureur. Hij nam onder andere deel aan de Manx Grand Prix, waar hij in 1958 voor het eerst in de uitslagenlijsten voorkwam. In 1962 maakte hij de "opstap" naar de meer professionele Isle of Man TT en in 1964 kwam hij met bakkenist J. Hartridge voor het eerst aan de start in de Sidecar TT, waarin ze als 21e eindigden. Van 1965 tot en met 1971 was Geoff Atkinson zijn vaste bakkenist. Ze reden met BSA-motoren, in een periode dat de BMW-motoren veel sneller waren. 
In 1974 kwam Jack Armstrong als bakkenist en werd er een Yamaha-blok aangeschaft. Dit was de periode dat de Isle of Man TT bij de Europese coureurs uit de gratie was geraakt door de vele ongevallen. Heinz Luthringshauser was er echter wel en won, maar Hobson en Armstrong werden derde. Ze eindigden in het wereldkampioenschap wegrace als veertiende. 
In 1975 nam Hobson met verschillende bakkenisten aan veel meer Grands Prix deel: Met Mick Burns werd hij derde in de Grand Prix van Frankrijk, met Jack Armstrong vocht hij in de GP van Oostenrijk om de derde plaats tegen de combinatie Herbert Prügl/Johann Kußberger tot Hobson/Armstrong in de voorlaatste ronde uitvielen. In de Sidecar TT werd hij met Gordon Russell met slechts 4 seconden achterstand tweede. In de TT van Assen reed hij ook op de tweede plaats, tot hij in de Ruskenhoek van de baan schoof. Hobson/Burns/Armstrong/Russell eindigden als vijfde in de eindstand van het wereldkampioenschap. 
In 1976 was Mick Burns de vaste bakkenist, hoewel ook John Inchcliff minstens één race als passagier optrad. Ze haalden een goed resultaat in de Sidecar TT (derde), maar wonnen ook de Sidecar 1000 cc TT, die niet meetelde voor het wereldkampioenschap. 
In 1977 kwam Stuart Collins als bakkenist. De Isle of Man TT was haar WK-status kwijt, maar voor Mac Hobson was het toch nog steeds de belangrijkste race van het jaar. Ze vielen in de eerste manche van de Sidecar TT uit, maar wonnen de tweede manche, die ze van start tot finish leidden. Ze scoorden ook 10 punten in het wereldkampioenschap en eindigden als veertiende in de eindstand. 

## Overlijden
In 1978 was Kenny Birch de nieuwe bakkenist. Hij had al ervaring opgedaan bij Jeff Gawley en de eerste wedstrijden verliepen erg goed. Ze hadden nu een door Hermann Schmid gebouwde Schmid-Yamaha en ze werden tweede in de Grand Prix van Oostenrijk en derde in Frankrijk.
In de Sidecar TT ging het mis met de combinatie Hobson/Birch. Nog geen minuut na de start, op de top van Bray Hill, raakten ze een putdeksel waardoor de zijspancombinatie oncontroleerbaar werd. Zowel Malcolm Hobson als Kenny Birch verloren hierbij het leven. Malcolm Hobson liet zijn vrouw Catherine en drie kinderen (Philip, Paul en Nicola) achter. Hij werd begraven op Hollywood Avenue Cemetery in Gosforth (Newcastle upon Tyne)

## Isle of Man TT resultaten
| Jaar | Klasse              | Team  | Bakkenist      | Motorfiets    | Plaats |                                                        | Winnaar |
| ---- | ------------------- | ----- | -------------- | ------------- | ------ | ------------------------------------------------------ | ------- |
| 1962 | Junior TT           | Privé | NVT            | AJS 7R        | 41e    | Mike Hailwood, MV Agusta 350 4C                        |         |
| 1963 | Junior TT           | Privé | NVT            | AJS 7R        | 20e    | Jim Redman, Honda RC 171                               |         |
| 1964 | Sidecar TT          | Privé | J. Hartridge   | Triton        | 21e    | Max Deubel/ Emil Hörner, BMW RS54/Steib                |         |
| 1965 | Sidecar TT          | Privé | Geoff Atkinson | Triton        | 15e    | Max Deubel/ Emil Hörner, BMW RS54/Steib                |         |
| 1965 | Junior TT           | Privé | NVT            | AJS 7R        | 44e    | Jim Redman, Honda 2RC 172                              |         |
| 1966 | Sidecar TT          | Privé | Geoff Atkinson | Tribsa        | DNF    | Fritz Scheidegger/ John Robinson, BMW RS54/Steib       |         |
| 1967 | Sidecar TT          | Privé | Geoff Atkinson | Cowie-BSA A50 | 21e    | Siegfried Schauzu/ Horst Schneider, BMW RS54/Steib     |         |
| 1968 | Sidecar 750 cc TT   | Privé | Geoff Atkinson | Cowie-BSA A65 | DNF    | Terry Vinicombe/ John Flaxman, BSA A65                 |         |
| 1969 | Sidecar 750 cc TT   | Privé | Geoff Atkinson | Cowie-BSA A65 | DNF    | Siegfried Schauzu/ Horst Schneider, BMW RS54/Steib     |         |
| 1970 | Sidecar 500 cc TT   | Privé | Geoff Atkinson | BSA A50       | DNF    | Klaus Enders/ Wolfgang Kalauch, BMW RS54/Steib         |         |
| 1970 | Sidecar 750 cc TT   | Privé | Geoff Atkinson | BSA A65       | 7e     | Siegfried Schauzu/ Horst Schneider, BMW RS54/Steib     |         |
| 1971 | Sidecar 750 cc TT   | Privé | J. Hartridge   | BSA A65       | DNF    | Georg Auerbacher/ Hermann Hahn, BMW RS54/Steib         |         |
| 1974 | Sidecar 500 cc TT   | Privé | J. Armstrong   | Yamaha TZ 500 | 4e     | Heinz Luthringshauser/ Ralf Engelhardt, BMW RS54/Steib |         |
| 1974 | Sidecar 750 cc TT   | Privé | J. Armstrong   | Yamaha TZ 500 | DNF    | Siegfried Schauzu/\| Wolfgang Kalauch, BMW RS54/Steib  |         |
| 1975 | Sidecar 500 cc TT   | Privé | Gordon Russell | Yamaha TZ 500 | 2e     | Rolf Steinhausen/ Josef Huber, Busch-König             |         |
| 1975 | Sidecar 1.000 cc TT | Privé | Gordon Russell | Yamaha        | DNF    | Siegfried Schauzu/\| Wolfgang Kalauch, BMW RS54/Steib  |         |
| 1976 | Sidecar 500 cc TT   | Privé | Mick Burns     | Yamaha TZ 500 | 3e     | Rolf Steinhausen/ Josef Huber, Busch-König             |         |
| 1976 | Sidecar 1.000 cc TT | Privé | Mick Burns     | Yamaha        | 1e     | Malcom Hobson/ Mick Burns, Yamaha                      |         |
| 1977 | Sidecar TT Leg one  | Privé | Stuart Collins | Ham-Yamaha    | DNF    | George O'Dell/ Kenny Arthur, Yamaha                    |         |
| 1977 | Sidecar TT Leg two  | Privé | Stuart Collins | Ham-Yamaha    | 1e     | Malcom Hobson/ Mick Burns, Yamaha                      |         |
| 1978 | Sidecar TT Leg one  | Privé | Kenny Birch    | Schmid-Yamaha | DNF    | Dick Greasley/ Gordon Russell, Busch-Yamaha            |         |